# 小河镇 (石台县)
小河镇，是中华人民共和国安徽省池州市石台县下辖的一个乡镇级行政单位。

## 行政区划
小河镇下辖以下地区：
龙山村、梓丰村、栗阳村、安元村、红石村、郑村、尧田村、樟村、狮山村、九步村、来田村、东庄村和莘田村。